# Marcantonio Torelli
Marcantonio Torelli (Guastalla, ... – agosto 1462) fu conte di Montechiarugolo.

## Biografia
Figlio primogenito di Cristoforo, conte di Guastalla e Montechiarugolo, dopo che il padre venne allontanato dal fratello per mano di Ludovico il Moro dalla signoria di Guastalla, relegando i propri beni alla Contea di Montechiarugolo, che trasmise in successione anche a Marcantonio. Sua madre era Taddea Pio.
Il 6 marzo 1460, alla morte del padre Marcantonio non si trovava a Montechiarugolo, in quanto era stato inviato dal condottiero Alessandro Sforza con le proprie truppe in aiuto nel Regno di Napoli, in soccorso agli aragonesi contro gli angioini, dove combatté nella battaglia di San Flaviano (7 luglio 1460), sconfiggendo il celebre condottiero Jacopo Piccinino.
Malgrado questi successi, morì durante il viaggio di ritorno verso casa: nell'agosto del 1462, mentre si trovava in Abruzzo, volendo fare un bagno in un lago locale per rinfrescarsi dall'arsura, non si preoccupò di togliersi l'armatura e morì annegato. La leggenda riporta anche che la notte precedente all'evento, Marcantonio avesse ricevuto un segno premonitore che l'avesse diffidato dalle acque di quel lago.
Morì senza sposarsi e senza figli, di conseguenza alla sua morte, gli succedette il fratello Marsilio.

## Ascendenza
|                      |               |                       | Genitori                  |  |  | Nonni |  |  | Bisnonni          |  |  | Trisnonni       |  |
|                      |               |                       |                           |  |  |       |  |  | Marsiglio Torelli |  |  | Guido I Torelli |  |
|                      |               |                       |                           |  |  |       |  |  | Marsiglio Torelli |  |  | Guido I Torelli |  |
|                      |               | Eleonora Gonzaga      |                           |  |  |       |  |  | Marsiglio Torelli |  |  |                 |  |
| Guido Torelli        |               |                       |                           |  |  |       |  |  | Marsiglio Torelli |  |  |                 |  |
|                      |               | Elena d'Arco          | Niccolò d'Arco            |  |  |       |  |  |                   |  |  |                 |  |
|                      |               | Elena d'Arco          | Niccolò d'Arco            |  |  |       |  |  |                   |  |  |                 |  |
|                      |               | Elena d'Arco          | Beatrice di Castelbarco   |  |  |       |  |  |                   |  |  |                 |  |
| Cristoforo I Torelli |               | Elena d'Arco          |                           |  |  |       |  |  |                   |  |  |                 |  |
|                      |               | Antonio Visconti      | Vercellino Visconti       |  |  |       |  |  |                   |  |  |                 |  |
|                      |               | Antonio Visconti      | Vercellino Visconti       |  |  |       |  |  |                   |  |  |                 |  |
|                      |               | Antonio Visconti      | Margherita della Pusterla |  |  |       |  |  |                   |  |  |                 |  |
| Orsina Visconti      |               | Antonio Visconti      |                           |  |  |       |  |  |                   |  |  |                 |  |
|                      |               | Anastasia Carcano     | Giovanni Carcano          |  |  |       |  |  |                   |  |  |                 |  |
|                      |               | Anastasia Carcano     | Giovanni Carcano          |  |  |       |  |  |                   |  |  |                 |  |
|                      |               | Anastasia Carcano     | …                         |  |  |       |  |  |                   |  |  |                 |  |
| Marcantonio Torelli  |               | Anastasia Carcano     |                           |  |  |       |  |  |                   |  |  |                 |  |
|                      | Giberto I Pio | Galasso I Pio         |                           |  |  |       |  |  |                   |  |  |                 |  |
|                      | Giberto I Pio | Galasso I Pio         |                           |  |  |       |  |  |                   |  |  |                 |  |
|                      | Giberto I Pio | Beatrice da Correggio |                           |  |  |       |  |  |                   |  |  |                 |  |
| Marco I Pio          | Giberto I Pio |                       |                           |  |  |       |  |  |                   |  |  |                 |  |
|                      |               | Bianca Casati         | Ramengo Casati            |  |  |       |  |  |                   |  |  |                 |  |
|                      |               | Bianca Casati         | Ramengo Casati            |  |  |       |  |  |                   |  |  |                 |  |
|                      |               | Bianca Casati         | …                         |  |  |       |  |  |                   |  |  |                 |  |
| Taddea Pio           |               | Bianca Casati         |                           |  |  |       |  |  |                   |  |  |                 |  |
|                      |               | Cabrino de' Roberti   | Filippo de' Roberti       |  |  |       |  |  |                   |  |  |                 |  |
|                      |               | Cabrino de' Roberti   | Filippo de' Roberti       |  |  |       |  |  |                   |  |  |                 |  |
|                      |               | Cabrino de' Roberti   | …                         |  |  |       |  |  |                   |  |  |                 |  |
| Taddea de' Roberti   |               | Cabrino de' Roberti   |                           |  |  |       |  |  |                   |  |  |                 |  |
|                      |               | Margherita del Sale   | …                         |  |  |       |  |  |                   |  |  |                 |  |
|                      |               | Margherita del Sale   | …                         |  |  |       |  |  |                   |  |  |                 |  |
|                      |               | Margherita del Sale   | …                         |  |  |       |  |  |                   |  |  |                 |  |
|                      |               | Margherita del Sale   |                           |  |  |       |  |  |                   |  |  |                 |  |